# روبرتو أكونيا
روبرتو أكونيا (بالإسبانية: Roberto Acuña) ولد 25 مارس 1972 في الأرجنتين، هو لاعب كرة قدم أرجنتيني. يلعب كلاعب وسط. سبق له أن لعب في كأس العالم لكرة القدم 1998، كأس العالم لكرة القدم 2002 وكأس العالم لكرة القدم 2006 وعدة بطولات أخرى مع منتخب بلاده.

## روابط خارجية
- روبرتو أكونيا على موقع الاتحاد الدولي (مؤرشف)  (الإنجليزية)
- روبرتو أكونيا على موقع قاعدة بيانات كرة القدم.إي يو (الإنجليزية)
- روبرتو أكونيا على موقع ناشيونال فوتبول تيمز (الإنجليزية)
- روبرتو أكونيا على موقع Soccerway.com (الإنجليزية)
- روبرتو أكونيا على موقع عالم كرة القدم.نت (الإنجليزية)